# Jean-Pierre Goisbault
Jean-Pierre Goisbault (22 gennaio 1943) è un ex cestista francese.

## Carriera
Con la Francia ha disputato due edizioni dei Campionati europei (1961, 1963).

## Palmarès
- Coppa di Francia: 1

Le Mans: 1964